# 斯陶爾布里奇 (英國國會選區)
斯陶爾希里奇（英語：Stourbridge），英國國會一自治市選區，位於英格蘭西米德蘭茲郡，包括達德利南部七個地方選區。
本區創設於1917年，1950年被撤。自1997年恢復以來即一直支持工黨，但在2010年大選中當區議員琳達·沃爾索被保守黨的瑪戈·詹姆斯以41.4%選票擊敗。